# لؤم
اللؤم صفة وخُلُق ذميم، واللَّئيم هو: الشَّحيح والدَّنيء النَّفس والمهين، واللُّؤْم ضدُّ الكَرَم. وقال القاضي المهدي: (اللَّئيم: الدَّنيء الأصل، والشَّحيح النَّفس). وقال أكثم بن صيفي: (اللُّؤْم: سوء الفِطْنَة وسوء التَّغافل).
واللَّئيم عند العرب: الشَّحيح المهِين النَّفس الخسيس الآباء، فإن كان الرَّجل شحيحًا، ولم تجتمع فيه هذه الخصال قيل له: بخيل، ولم يُقَل له: لئيم، يقال لكلِّ لئيم: بخيل، ولا يقال لكلِّ بخيل: لئيم، والعامَّة تخطئ فيهما فتسوِّي بينهما.
وقال ابن قتيبة الدينوري: (يذهب النَّاس إلى أنَّهما سواء، وليس كذلك؛ إنَّما البخيل: الشَّحيح الضَّنِين، واللَّئيم: الذي جمع الشُّحَّ، ومَهَانة النَّفس، ودناءة الآباء، يقال: كلُّ لئيم بخيل، وليس كلُّ بخيل لئيمًا).
- وفي القرآن، ذمَّ اللهُ اللئيم، في قوله تعالى: ﴿عُتُلٍّ بَعْدَ ذَلِكَ زَنِيمٍ ۝١٣﴾ [القلم:13]. قال الماوردي في تفسيرها: (وفيه تسعة أوجه.. الوجه الثَّامن: هو الفاحش اللَّئيم، قاله معمر)، وفي الشعر:
-وذمَّ النبي ﷺ اللؤم، فعن أبي بن كعب قال: سمعت رسول الله ﷺ يقول: ((... رحمة الله علينا وعلى موسى، لولا أنَّه عَجِل لرأى العجب... فانطلقا حتى إذا أتيا أهل قرية لئامًا)).
قال القرطبيُّ: (والمراد به هنا: أنَّهما سألا الضِّيافة، بدليل قوله تعالى: ﴿فَأَبَوْا أَنْ يُضَيِّفُوهُمَا﴾ [الكهف:77]؛ فاستحقَّ أهل القرية أن يُذَمُّوا، ويُنْسَبوا إلى اللُّؤْم كما وصفهم بذلك نبيُّنا ﷺ).

## درجات اللؤم
(إذا كان ضدًّا للكريم فهو لئيم،
فإذا كان رَذْلًا، نذلًا، لا مروءة له، ولا جَلَد، فهو فَسْل.
فإذا كان مع لؤمه وخِسَّته ضعيفًا فهو نُكْسٌ، وغُسٌّ، وجِبْسٌ، وجِبْزٌ،
فإذا زاد لُؤْمه وتناهت خِسَّته فهو عُكْلٌ، وقِذَعْلٌ، وزَمَّحٌ،
فإذا كان لا يُدْرَك ما عنده مِن اللُّؤْم فهو أَبَلٌّ).

## حِكَم وأقوال في اللؤم
وكان زيد بن أسلم يقول: (يا ابن آدم! أمرك ربُّك أن تكون كريمًا وتدخل الجنَّة، ونهاك أن تكون لئيمًا وتدخل النَّار)، وقال ابن أبي سبرة: (قيل لحُبَّى المدنية: ما الجُرْح الذي لا يَنْدَمِل ؟ قالت: حاجة الكريم إلى اللَّئيم ثمَّ يردُّه)، وقال بعض الحكماء: (لا تضع معروفك عند فاحش ولا أحمق ولا لئيم؛ فإنَّ الفاحش يرى ذلك ضعفًا، والأحمق لا يعرف قَدْر ما أتيت إليه، واللَّئيم سبخة لا ينبت ولا يثمر، ولكن إذا أصبت المؤمن؛ فازرعه معروفك تحصد به شكرًا).
وقال الماورديُّ: (قال بعض الفصحاء: الكريم شكور أو مشكور، واللَّئيم كفور أو مكفور). وقال أيضًا: (اللَّئيم إذا غاب عاب، وإذا حضر اغتاب).
وقال الشافعي: (طُبِع ابن آدم على اللُّؤْم، فمِن شأنه أن يتقرَّب ممَّن يتباعد منه، ويتباعد ممَّن يتقرَّب منه). وقال أيضًا: (أصل كلِّ عداوة: اصطناع المعروف إلى اللِّئام).
وقال أبو حيَّان التَّوحيديُّ: (قيل لرجل: ما اللُّؤْم؟ قال: الاستقصاء على الملهوف). وقالوا: (اللَّئيم يزيد مع النِّعمة لُؤْمًا).
وقالوا: (اللَّئيم كالحيَّة الصمَّاء، لا يوجد عندها إلَّا اللَّدغ والسُّم).
وقال أبو حاتم: (الكريم مَن أعطاه، شَكَرَهُ. ومَن منعه، عَذَرَه. ومَن قطعه، وَصَلَه. ومَن وصله، فضله. ومَن سأله، أعطاه. ومَن لم يسأله، ابتدأه. وإذا استضعف أحدًا، رَحِمَه. وإذا استضعفه أحد رأى الموت أكرم له منه، واللَّئيم بضدِّ ما وصفنا مِن الخصال كلِّها).

## من أشكال وصور اللؤم
1. البخل:
قال ابن قتيبة الدِّينوري: (واللَّئيم: الذي جمع الشُّحَّ، ومَهَانة النَّفس، ودناءة الآباء، يقال: كلُّ لئيم بخيل، وليس كلُّ بخيل لئيمًا).[5]
2. السَّبُّ وبذاءة اللِّسان:
قال الغزَّالي: (الفُحْش والسَّبُّ وبذاءة اللِّسان: مذموم ومنهي عنه، ومصدره الخُبْث واللُّؤْم).[18]
3. ظُلْم القَرَابة:
قال القاضي المهدي: (لئيم مَن يظلم قرابته: إذا كان الظُّلم كلَّه سيِّئ، فإنَّ مِن أسوأ الظُّلم: ظُلْم القَرَابَة؛ فهو يدلُّ على الخساسة والنَّذالة والدَّناءة).[16]
4. إفشاء السِّرِّ:
قال الغزَّالي: (إفشاء السِّرِّ خيانة؛ وهو حرامٌ إذا كان فيه إضْرَارٌ، ولُؤْمٌ إن لم يكن فيه إضْرَارٌ).[18]
5. النَّمِيمَة ولو بالصِّدق:
قال الغزَّاليُّ: (اتقوا السَّاعي؛ فلو كان صادقًا في قوله لكان لئيمًا في صدقه حيث لم يحفظ الحُرْمَة، ولم يستر العورة، والسِّعاية هي النَّمِيمَة، إلَّا إنَّها إذا كانت إلى مَن يُخَاف جانبه سُمِّيت سعاية).[18]
6. التَّطفيل:
قال ابن عبد ربِّه: (ومِن اللُّؤْم: التَّطفيل، وهو التعرُّض للطَّعام مِن غير أن يُدْعى إليه).[19]
7. كفر النِّعمة:
يقول الأحنف بن قيس: (... واعلم أنَّ كفر النِّعمة لُؤْمٌ).[12]

## علامات وآثار اللؤم
قال بعض الحكماء: (أربعة مِن علامات اللُّؤْم: إفشاء السِّرِّ، واعتقاد الغَدْر، وغيبة الأحرار، وإساءة الجوار).
وقالوا: (اللَّئيم كذوب الوعد، خؤون العهد، قليل الرِّفْد، وقالوا: اللَّئيم إذا استغنى بَطِر، وإذا افتقر قنط، وإذا قال أفحش، وإذا سُئِل بخل، وإن سأل ألحَّ، وإن أُسْدِي إليه صنيعٌ أخفاه، وإن استُكْتِم سرًّا أفشاه، فصديقه منه على حذر، وعدوُّه منه على غرر).
- (لئام النَّاس أبطؤهم مودَّة، وأسرعهم عداوة، مثل الكُوب مِن الفَخَّار: يُسْرِع الانكسار، ويُبْطِئ الانجبار)، و(اللَّئيم لا يقضي الحاجة ديانةً ولا مروءةً، وإنَّما يقضيها -إذا قضاها- طلبًا للذِّكر والمحْمَدَة في النَّاس).[17]
- قلة المروءة: قال عمر بن الخطاب : (ما وجدت لئيمًا قطُّ إلَّا وجدته رقيق المروءة).[11]
- اللَّئيم يقسو إذا أُلْطِف : قال علي بن أبي طالب: (الكريم يلين إذا استُعْطِف، واللَّئيم يقسو إذا أُلْطِف).[11]
- اللئيم يتبع زلات الناس وهفواتهم ويعرض عن حسناتهم: قال الغزَّالي: (والطَّبع اللَّئيم يميل إلى اتِّباع الهفوات والإعراض عن الحسنات، بل إلى تقدير الهفوة فيما لا هفوة فيه بالتَّنزيل على مقتضى الشَّهوة ليتعلَّل به، وهو مِن دقائق مكايد الشَّيطان).[18]
- اللُّؤْم يسوق الإنسان إلى أخبث المطامع:[12] (قال بعض البلغاء: صلاح الشِّيم بمعاشرة الكرام، وفسادها بمخالطة اللِّئام).[21]
- ويقول ابن القيم: (اللِّئام أصبر النَّاس في طاعة أهوائهم وشهواتهم، وأقلُّ النَّاس صبرًا في طاعة ربِّهم، فيصبر على البذل في طاعة الشَّيطان أتمَّ صبرٍ، ولا يصبر على البذل في طاعة الله في أيسر شيء، ويصبر في تحمُّل المشاق لهوى نفسه في مرضاة عدوِّه، ولا يصبر على أدنى المشاق في مرضاة ربِّه، ويصبر على ما يُقَال في عرضه في المعصية، ولا يصبر على ما يُقَال في عرضه إذا أُوذِي في الله، بل يفرُّ مِن الأمر بالمعروف والنهي عن المنكر خشية أن يتكلَّم في عرضه في ذات الله، ويبذل عرضه في هوى نفسه ومرضاته، صابرًا على ما يُقَال فيه، وكذلك يصبر على التَّبذُّل بنفسه وجاهه في هوى نفسه ومراده، ولا يصبر على التَّبذُّل لله في مرضاته وطاعته، فهو أصبر شيء على التَّبذُّل في طاعة الشَّيطان ومراد النَّفس، وأعجز شيء عن الصَّبر على ذلك في الله، وهذا أعظم اللُّؤْم، ولا يكون صاحبه كريمًا عند الله ولا يقوم مع أهل الكَرَم إذا نُودِي بهم يوم القيامة على رؤوس الأشهاد ليَعلم أهل الجمع مَن أَوْلَى بالكرم..).[22]

## دوافع وأسباب الاتصاف باللؤم
1. الحسد، والبخل، والكذب، والغيبة.
2. معاشرة ومخالطة اللِّئام:
عن إبراهيم بن شكلة قال: (إنَّ لكلِّ شيء حياة وموتًا، وإنَّ ممَّا يحيي الكرم مواصلة الكرماء، وإنَّ ممَّا يحيى اللُّؤْم معاشرة اللِّئام).[2]
3. ضعف وقلة الحياء:
قال أبو حاتم: (ابن آدم مطبوعٌ على الكرم واللُّؤْم معًا في المعاملة بينه وبين الله، والعِشْرة بينه وبين المخلوقين، وإذا قَوِيَ حياؤه قَوِيَ كرمه وضَعُف لُؤْمُه، وإذا ضَعُف حياؤه قَوِيَ لُؤْمُه وضَعُف كرمه).[17]
4. التَّعامل مع الغير بالخَدِيعَة:
قال عليٌّ : (لا تُعَامِل بالخَدِيعَة؛ فإنَّها خُلُق اللِّئام..).[17]
5. اتِّباع الأهواء والشَّهوات وطاعة الشَّيطان:
قال ابن القيِّم: (اللِّئام أصبر النَّاس في طاعة أهوائهم وشهواتهم، وأقلُّ النَّاس صبرًا في طاعة ربِّهم، فيصبر على البذل في طاعة الشَّيطان أتمَّ صبر، ولا يصبر على البذل في طاعة الله في أيسر شيء).[22]

## أشعار العرب عن اللؤم
وقال المتنبي:
وقال الشاعر:
وقال آخر:
وأنشد الكريزي:
وقال آخر:
وقال مؤمل الشَّاعر: